# Ogrodzieniec (Ermland-Mazurië)
Ogrodzieniec (Duits: Neudeck) is een plaatsje in de gemeente Kisielice in het district Iława in het woiwodschap Ermland-Mazurië in het noorden van Polen. Het plaatsje heeft enige bekendheid vanwege het landgoed Neudeck van de Duitse president Paul von Hindenburg die daar in 1934 overleed. In 1945 werd het landgoed geplunderd door de Rode Leger soldaten en in brand gestoken. Neudeck werd een deel van de Republiek Polen in hetzelfde jaar. De ruïnes van het herenhuis werden gesloopt rond 1950.

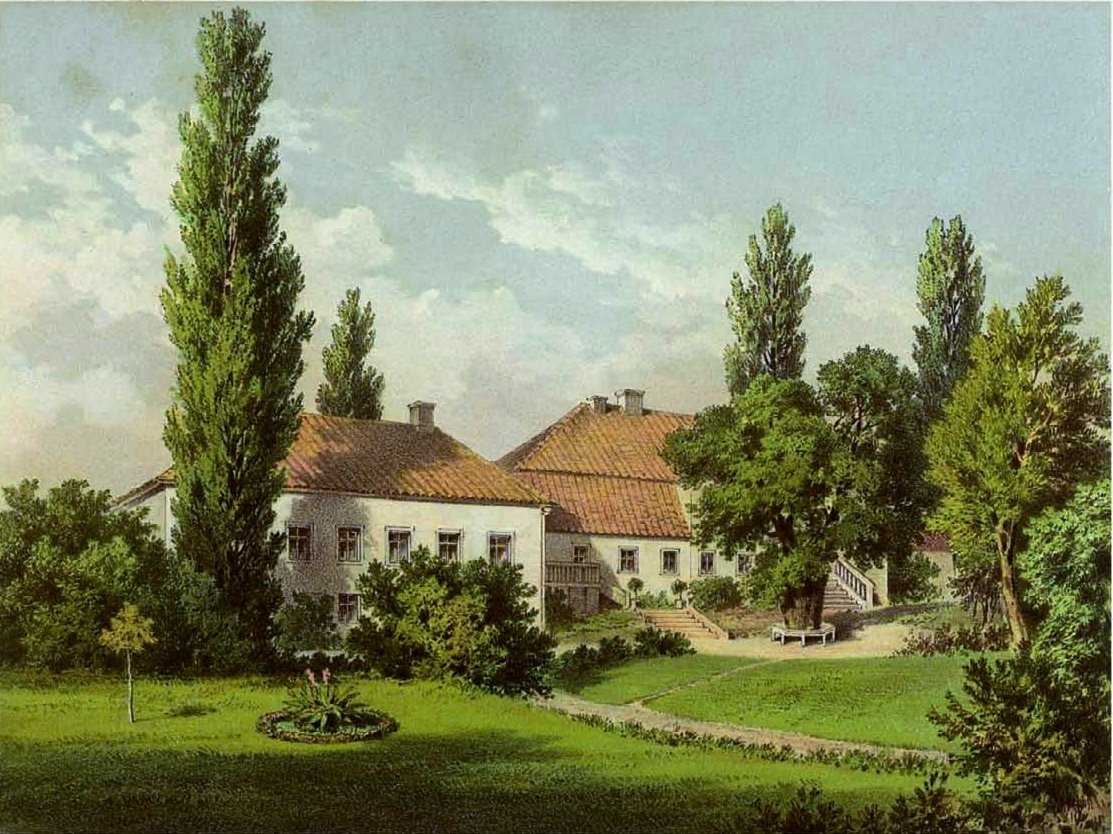
Landgoed Neudeck in 1860

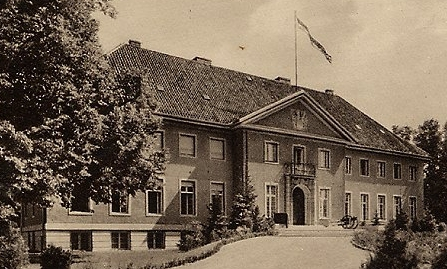
Landgoed Neudeck in 1928